# Elektronische Kommunikationshilfe
Elektronische Kommunikationshilfen sind Hilfsmittel der Unterstützten Kommunikation, die Menschen ohne effektive Lautsprache ermöglichen können, dennoch über Laut- oder Schriftsprachausgaben zu kommunizieren.

## Systeme
Man unterscheidet zwischen stationären und tragbaren Systemen. Stationäre Systeme bestehen aus einem handelsüblichen PC mit spezieller Software und gegebenenfalls angepassten Eingabemöglichkeiten, wie z. B. einer Augensteuerung. Tragbare Systeme gibt es ebenfalls in handelsüblicher Form, z. B. ein umgerüstetes Notebook oder ein Smartphone mit speziellen Apps, aber auch als Hilfsmittel, die speziell für Menschen mit Behinderungen entwickelt wurden.
Für diese elektronischen Kommunikationshilfen, auch Sprachausgabegeräte oder Talker genannt, lässt sich folgende übergreifende Kategorisierung treffen:

### Sprechende Tasten
Damit sind Hilfen gemeint, bei denen auf eine oder wenige Tasten eine begrenzte Anzahl von Mitteilungen aufgesprochen wird. Drückt der Benutzer die Taste, wird der vorher aufgenommene Text aktiviert (Fachausdruck: digitalisierte Sprachausgabe). Die Anzahl der möglichen Aussagen richtet sich nach dem Gerät. Die einfachsten Geräte dieser Art erlauben jeweils eine bis zu ca. 120 Sekunden umfassende Aussage, andere Geräte ermöglichen mehrere Aussagen und besitzen eine höhere Speicherkapazität.

### Kommunikationshilfen mit statischem Display
Diese Hilfsmittel haben eine Oberfläche, die unverändert bleibt, also ein jeweils festes Deckblatt zeigt. Man kann sich eine solche Kommunikationshilfe als eine sprechende Kommunikationstafel vorstellen: Die Fotos oder Bildsymbole auf dieser Tafel können mit beliebigen Aussagen belegt werden, die von einem Partner aufgesprochen werden müssen.
Geräte dieser Kategorie sind in der Regel mit verschiedenen Ebenen ausgestattet, d. h. man kann das Deckblatt auswechseln, muss dann aber einen entsprechenden Umschaltknopf für die andere Ebene betätigen. Ein Vorteil dieser Geräte liegt darin, dass sie sehr einfach zu bedienen und zu belegen sind. Für Menschen mit kognitiven Einschränkungen ist das System 1 Symbol = 1 Aussage relativ leicht zu verstehen, somit eignen sich diese Geräte auch gut zur Kommunikationsanbahnung. Die Möglichkeit, durch nur einen Tastendruck eine lautsprachliche Aussage, ein Geräusch oder Musik abzurufen, ist zumindest in der Anfangsphase für viele Menschen sehr motivierend.

### Komplexe Kommunikationshilfen mit dynamischem Display
Geräte dieser Kategorie sind mit einem sogenannten Touchscreen ausgestattet, d. h. einem Display, das auf Berührungen reagiert. Auf dieses Display lassen sich Kommunikationstafeln in allen denkbaren Formen laden, also sowohl Tafeln mit Bildsymbolen oder Fotos in variablen Größen als auch Tafeln mit Buchstaben/Zahlen/Wörtern. Im Unterschied zu den Geräten mit statischer Ebene erlauben Geräte mit dynamischen Ebenen ein Blättern zwischen den Tafeln. Es lässt sich also z. B. eine Oberbegriffstafel anlegen, auf der u. a. ein Bild für „Personen“ angelegt ist. Will der Nutzer eine Aussage über eine bestimmte Person machen, drückt er auf das Symbol „Personen“ und die Oberbegriffstafel verschwindet zugunsten einer Tafel, die verschiedenen Personen zeigt.
Die Kommunikationstafeln können individuell durch Symbolsammlungen, die sich im Gerät befinden, gestaltet werden, was allerdings bei einem großen Vokabular ein zeitaufwändiges und schwieriges Unterfangen darstellt. Etliche Geräte werden daher mit bereits vorgefertigtem Wortschatz geliefert, die dann an die Bedürfnisse des Benutzers angepasst und um zusätzliche Tafeln erweitert werden. Auch die Möglichkeit, Fotos oder selbstentworfene Bildsymbole in das Gerät einzuscannen, wird von zahlreichen Exemplaren dieses Typs unterstützt.
Alle diese Geräte besitzen eine eingebaute synthetische Sprachausgabe, bei einigen ist zusätzlich auch eine digitalisierte Sprachausgabe möglich. Anschluss an PC und Drucker ist in der Regel möglich, wodurch die erstaunliche Tatsache geschaffen wird, dass eine auf Bildebene erstellte Aussagen über den Drücker als schriftsprachlicher Text ausgedruckt werden.

### Schriftsprachbasierte Kommunikationshilfen
Geräte dieser Kategorie sind für Menschen interessant, die Schriftsprache beherrschen. Sie haben eine Tastatur und ein Display, in dem das Geschriebene erscheint. Zudem lassen sich Wörter, Phrasen und Texte unter Buchstaben/Zahlencodes abspeichern und schnell abrufen, häufig ist eine gute Wortvorhersage-Software vorhanden. Es bestehen in der Regel Anschlussmöglichkeiten an Drucker, so dass Texte auch dauerhaft festgehalten werden können. Einige Geräte haben auch eine integrierte Druckvorrichtung.
Die meisten Geräte dieser Art erlauben es, über Sprachsynthese das Geschriebene auch aussprechen zu lassen.

## Ansteuermöglichkeiten
Für Menschen mit schweren Körperbehinderungen ist es wichtig, dass elektronische Kommunikationshilfen inzwischen über eine Vielzahl von Bedienelementen angesteuert werden können. Waren noch bis vor kurzem zeitaufwändige Scanning-Verfahren über einen oder zwei Schalter die einzige Lösung für Menschen, die ihre Hände nicht gezielt bewegen können, so lassen sich Sprachcomputer heute über Kopf- oder Augensteuerung schnell und sicher ansteuern.

## Schnittstellen
Komplexe Kommunikationshilfen verfügen nicht nur über Schnittstellen zu Druckern, sondern ermöglichen über kabelgebundene Anschlüsse oder auch drahtlos die Nutzung von Internet, externen Geräten wie Fernseher, CD- und DVD-Player, Kameras, Mobiltelefonen, Computern u. v. m. Insofern sind moderne Kommunikationshilfen inzwischen auch Umweltkontrollsysteme, die das Leben von Menschen mit Behinderungen ungemein bereichern können.